# Margherita di Savoia-Ofantino
Margherita di Savoia-Ofantino (wł. Stazione di Margherita di Savoia-Ofantino) – stacja kolejowa w Margherita di Savoia, w prowincji Barletta-Andria-Trani, w regionie Apulia, we Włoszech. Znajduje się na linii Adriatica (Ankona – Lecce).
Według klasyfikacji RFI ma kategorię brązową.

## Linie kolejowe
- Adriatica
- Ofantino